# La paloma del bosque
La paloma del bosque (también conocido como La paloma salvaje o La paloma de madera; en checo: Holoubek), Op. 110, B. 198 (1896), es el cuarto poema orquestal compuesto por el compositor checo, Antonín Dvořák. Los trabajos tuvieron lugar entre octubre y noviembre de 1896, con una revisión en enero de 1897. El estreno se ofreció el 20 de marzo de 1898 en Brno , bajo la batuta de Leoš Janáček. La historia está tomada del poema del mismo nombre de Kytice, una colección de baladas de Karel Jaromír Erben. Las cuatro escenas musicales describen la historia de una mujer que envenenó a su marido y se casó con otro hombre después de poco tiempo. Tras esto y un día tras otro, una paloma se posa en la tumba de su esposo muerto y canta una canción triste. La mujer se siente culpable y se suicida al final saltando y ahogándose en un río.